# Luciène Geels
Luciène Maria Geels (Haarlem, 24 februari 1968) is een voormalig Nederlands softbalster.
Geels begon te softballen bij Onze Gezellen in Haarlem waarmee ze in 1984 juniorenkampioen van Nederland werd. Daarna kwam ze uit voor het eerste damesteam van Twins en was tevens international van het Nederlands damessoftbalteam en speelde daar korte stop. Ze nam met dit team deel aan de Olympische Spelen van 1996 in Atlanta als achtervanger. In 1991 en in 1992 was Geels de Meest Waardevolle Speler van de Nederlandse hoofdklasse. Zij is een dochter van voormalig profvoetballer en oud-international Ruud Geels.
Madelon Beek · 
Petra Beek · 
Luciène Geels · 
Jacqueline de Heer · 
Marjolein de Jong · 
Jacqueline Knol · 
Anita Kossen · 
Anouk Mels · 
Sandra Nieuwveen · 
Penny le Noble · 
Corrine Ockhuijsen · 
Sonja Pannen · 
Marlies van der Putten · 
Gonny Reijnen · 
Martine Stiemer